# Dune di Marinella
Dune di Marinella este o arie protejată (arie specială de conservare — SAC, sit de importanță comunitară — SCI) din Italia întinsă pe o suprafață de 81 ha, integral pe uscat.

## Localizare
Centrul sitului Dune di Marinella este situat la coordonatele 39°25′28″N 17°04′07″E / 39.42442°N 17.068657°E.

## Înființare
Situl Dune di Marinella a fost declarat sit de importanță comunitară în septembrie 1995 pentru a proteja 1 specie de animale. Situl a fost protejat și ca arie specială de conservare în iunie 2017.

## Biodiversitate
Situată în ecoregiunea mediteraneană, aria protejată conține 10 habitate naturale: Dune împădurite cu Pinus pinea și/sau Pinus pinaster, Dune cu vegetație ierboasă Brachypodietalia cu specii anuale, Dune cu tufărișuri sclerofile Cisto-Lavenduletalia, Păduri de Olea și Ceratonia, Dune mobile de-a lungul țărmului cu Ammophila arenaria („dune albe”), Tufărișuri termo-mediteraneene și de pre-deșert, Dune cu vegetație ierboasă Malcolmietalia, Vegetație anuală la limita mareei, Dune de pe litoral fixate cu Crucianellion maritimae, Dune mobile cu vegetație embrionară.
La baza desemnării sitului se află o specie protejată de  păsări: prundăraș de sărătură (Charadrius alexandrinus).
Pe lângă speciile protejate, pe teritoriul sitului au mai fost identificate 11 specii de plante.